# 3850 Peltier
3850 Peltier eller 1986 TK2 är en asteroid i huvudbältet som upptäcktes den 7 oktober 1986 av den amerikanske astronomen Edward L.G. Bowell vid Anderson Mesa Station. Den är uppkallad efter den amerikanske astronomen Leslie C. Peltier.